# ماصنته
ماصنته أو ماستيابار هو أب الملك ماسينيسا الثاني واحد من أمراء الأمازيغ في نوميديا ، حكم بين 88 - 89 م  و ماستيابار ملك غامض لا يُعرف إلا من خلال نقش واحد مجزأ، خلفه ابنه ماسينيسا الثاني في الحكم